# سيلفانا أرياس
سيلفانا أرياس (بالإسبانية: Silvana Arias)‏ هي ممثلة بيروفية، ولدت في 7 أبريل 1982 في ليما في بيرو.

## وصلات خارجية
- سيلفانا أرياس على موقع IMDb (الإنجليزية)
- سيلفانا أرياس على موقع قاعدة بيانات الفيلم (الإنجليزية)